# 서서울호수공원
서서울호수공원(西서울湖水公園)은 서울특별시 양천구 신월동 68-3에 위치한 공원이다. 본래 '신월정수장'이었던 것을 리모델링하여, 2009년 10월 26일 개장하였다. 22만5368m2 규모로, 서울 여의도공원과 비슷한 넓이이다. 공원 중심에는 1만 8000m2(축구장 2.5배) 규모의 커다란 호수가 있다. 호수에는 소리분수 41개가 설치돼 있다. 인근에 위치한 김포공항을 향해, 상공으로 항공기기 지나가면 자동으로 물을 뿜도록 설계되어 있다. 소리분수는 조명시설도 되어있기 때문에 밤에도 볼 수 있다.